# 多莫尼
多莫尼，是匈牙利佩斯州所辖的一个村。总面积21.80平方公里，总人口2154，人口密度98.8人/平方公里（2011年1月1日）。